# Anna Gasser
Anna Gasser (Villach, 16 de agosto de 1991) es una deportista austríaca que compite en snowboard, especialista en las pruebas de slopestyle y big air.
Participó en tres Juegos Olímpicos de Invierno, entre los años 2014 y 2022, obteniendo dos medallas de oro, en Pyeongchang 2018 y en Pekín 2022, en la prueba de big air.
Ganó tres medallas en el Campeonato Mundial de Snowboard entre los años 2015 y 2023. Adicionalmente, consiguió ocho medallas en los X Games de Invierno.

## Medallero internacional
| Juegos Olímpicos   | Juegos Olímpicos            | Juegos Olímpicos | Juegos Olímpicos |
| Año                | Lugar                       | Medalla          | Prueba           |
| ------------------ | --------------------------- | ---------------- | ---------------- |
| 2018               | Pyeongchang (Corea del Sur) | Medalla de oro   | Big air          |
| 2022               | Pekín (China)               | Medalla de oro   | Big air          |
| Campeonato Mundial |                             |                  |                  |
| Año                | Lugar                       | Medalla          | Prueba           |
| 2015               | Kreischberg (Austria)       | Medalla de plata | Slopestyle       |
| 2017               | Sierra Nevada (España)      | Medalla de oro   | Big air          |
| 2023               | Bakuriani (Georgia)         | Medalla de oro   | Big air          |

| X Games de Invierno | X Games de Invierno    | X Games de Invierno | X Games de Invierno |
| Año                 | Lugar                  | Medalla             | Prueba              |
| ------------------- | ---------------------- | ------------------- | ------------------- |
| 2017                | Aspen (Estados Unidos) | Medalla de plata    | Big air             |
| 2017                | Oslo (Noruega)         | Medalla de oro      | Slopestyle          |
| 2017                | Oslo (Noruega)         | Medalla de bronce   | Big air             |
| 2018                | Aspen (Estados Unidos) | Medalla de oro      | Big air             |
| 2019                | Bærum (Noruega)        | Medalla de oro      | Big air             |
| 2020                | Hafjell (Noruega)      | Medalla de oro      | Big air             |
| 2024                | Aspen (Estados Unidos) | Medalla de bronce   | Big air             |
| 2025                | Aspen (Estados Unidos) | Medalla de oro      | Big air             |